# Lijst van burgemeesters van Kuringen
Dit is een chronologische lijst van burgemeesters van de Belgische voormalige gemeente Kuringen tot die gemeente op 1 januari 1977 fuseerde en opging in de stad Hasselt.
| periode     | naam burgemeester             | opmerking                                           |
| ----------- | ----------------------------- | --------------------------------------------------- |
| 1830 - 1835 | Ulysse Claes (1792-1880)      | ondernemer                                          |
| 1836 - 1841 | Pierre Vandormael             | landbouwer                                          |
| 1842 - 1852 | Martin Carlens (1777-1854)    | landbouwer                                          |
| 1854 - 1855 | François Duvivier             | advocaat                                            |
| 1856 - 1860 | Henri Motmans (1805-1876)     | landbouwer                                          |
| 1861 - 1866 | Frans Thoelen                 |                                                     |
| 1867 - 1873 | Jean Droogmans                | landbouwer                                          |
| 1874 - 1884 | Télémaque Claes (1831-1913)   | ondernemer, zoon van Ulysse Claes                   |
| 1885 - 1895 | Livinus Droogmans (1836-1897) | rentenier                                           |
| 1895 - 1914 | Lambert Berx                  | landbouwer                                          |
| 1916 - 1927 | Mathys Lenaerts               | landbouwer                                          |
| 1927 - 1947 | Laurent Ghysen                | landmeter                                           |
| 1942 - 1944 | Firmin Vandevelde             | bediende, oorlogsburgemeester                       |
| 1947 - 1964 | Jean Renckens                 | treinbestuurder                                     |
| 1965 - 1973 | Jozef Schraepen (1902-1975)   | ambtenaar                                           |
| 1974 - 1976 | Felix Van Helmont (1910-1987) | ondernemer, was voordien burgemeester van Stokrooie |